# Torsdagstjärnen (Lycksele socken, Lappland, 717665-159987)
Torsdagstjärnen är en sjö i Lycksele kommun i Lappland och ingår i Umeälvens huvudavrinningsområde.